# 1924年シャモニー・モンブランオリンピックのノルディック複合競技
1924年シャモニー・モンブランオリンピックのノルディック複合競技（1924ねんシャモニー・モンブランオリンピックのノルディックふくごうきょうぎ）は1924年2月2日、2月4日に行われた。

## 競技の結果

### 個人
- 前半クロスカントリー1924年2月2日
- 後半ジャンプ1924年2月4日

| 順位 | 国・地域         | 氏名                           | 記録                     |
| ---- | ---------------- | ------------------------------ | ------------------------ |
| 金   | ノルウェー       | トルライフ・ハウグ             | 18.906（CC1位、JP1位）   |
| 銀   | ノルウェー       | トラルフ・ストロムスタット     | 18.219（CC3位、JP2位）   |
| 銅   | ノルウェー       | ヨハン・グロットムスブローテン | 17.854（CC2位、JP8位）   |
| 4    | ノルウェー       | ハラルド・オーケルン           | 17.260（CC4位、JP3位）   |
| 5    | スウェーデン     | アクセル＝ヘルマン・ニルソン   | 14.063（CC6位、JP7位）   |
| 6    | チェコスロバキア | ヨーゼフ・アドルフ             | 13.771（CC5位、JP18位）  |
| 7    | チェコスロバキア | ワルター・ブーフベルガー       | 13.625（CC7位、JP9位）   |
| 8    | スウェーデン     | メノッティ・ヤコブソン         | 12.823（CC15位、JP4位）  |
| 9    | フィンランド     | ヴェルナー・エクレフ           | 12.583（CC11位、JP11位） |
| 10   | フランス         | クレベール・バルマ             | 12.333（CC9位、JP13位）  |

## 各国メダル数
| 順 | 国・地域   | 金 | 銀 | 銅 | 計 |
| -- | ---------- | -- | -- | -- | -- |
| 1  | ノルウェー | 1  | 1  | 1  | 3  |